# Bildschriftenverlag
Der  Bildschriftenverlag (BSV) ist ein Comicverlag in Deutschland.

## Geschichte

### Gründung und erste Erfolge
Der Bildschriftenverlag wurde 1956 in Hamburg als Verlag Internationale Klassiker gegründet. Im Jahre 1957 erfolgte die Umfirmierung in Bildschriftenverlag (BSV), und der Sitz des Verlages wurde nach Aachen verlegt. Mit der Übernahme der Comicserie Illustrierte Klassiker stellte sich rasch der erste Erfolg ein.

### 1960er Jahre
Bis zum Ende der 1960er Jahre veröffentlichte der BSV Serien in Lizenz vom US-amerikanischen Dell Verlag sowie dessen Nachfolger Gold Key. Von 1966 an erschienen in der Serie Hit Comics erstmals Comics von Marvel Comics in Deutschland. 1969 wurden auch Serien des Marvel-Konkurrenten und damaligen amerikanischen Marktführers National Periodical (später: DC Comics) in der Reihe Top Comics herausgegeben.
Der BSV wurde 1966 durch National Periodical aufgekauft, und diese wiederum von Kinney National Services (Warner Bros., später Time Warner). Ziel war, durch weitere Aufkäufe von europäischen Verlagen ihre US-Serien in Europa zu lizenzieren und parallel zu veröffentlichen.

### Williams
1971 beschloss Warner Brothers, Veröffentlichungen in Europa einheitlich unter dem Label Williams zu vertreiben. Der Verlag Williams & Co. Potsdam hatte seit den 1920er Jahren die Verwertungsrechte für die Kinderbuchserie Pu der Bär inne und publizierte auch während der 1930er und 1940er Jahre Übersetzungen englischsprachiger Unterhaltungsliteratur. 1972 zog der BSV nach Alsdorf bei Aachen um. Erstmals erschien der Hinweis „Bildschriftenverlag (BSV)/Abteilung Williams“ im Impressum der Serien. 1973 wurde Klaus Recht Geschäftsführer beim BSV. Im Oktober 1973 wurde der nun von BSV unabhängige Verlag Williams mit Sitz an der Elbchaussee in Hamburg gegründet. 1974 wurde der BSV schließlich aufgelöst.

### Neugründung
Im Januar 2013 erfolgte die Gründung des Bildschriftenverlag Hannover. Der Verlag gibt die Serie Illustrierte Klassiker wieder heraus, aber auch weitere Reihen wie Phantom Lady. Das Comicmagazin Sprechblase wird seit Nummer 240 dort auch verlegt.

## Serien (Auswahl)

### Gilberton Publications
- Bilder Märchen (# 1 – 114), wird zu: Bilder Märchen – Pelefant (# 115 – 164), wird zu: Pelefant (# 165 – 178)
- Illustrierte Klassiker

### Dell/Gold Key
- Astronautenfamilie Robinson
- Blitz Gordon (Flash Gordon)
- Bonanza
- Boris Karloff
- Daniel Boone
- Die Eule
- Der einsame Reiter ( Lone Ranger)
- Doktor Solar
- Horror
- Korak
- Magnus Robot Kämpfer
- M.A.R.S. Patrouille
- Maverick
- Samson (Mighty Samson)
- Sheriff Klassiker
- Tarzan
- Turok
- Unsere Weltillustrierte
- Zeichentrickfilm Klassiker, mit Bags Bunny (Bugs Bunny), Daffy Duck, Woody Woodpecker und Space Mouse.

### Hit Comics (Marvel)
- Die Spinne (Spider-Man)
- Thor
- Die Fantastischen Vier
- Die Rächer
- Halk (Hulk)
- X-Männer (X-Men)
- Devil-Man (Daredevil)
- Prinz Namor
- Der Eiserne (Iron Man)

### Top Comics (DC)
- Schwarzer Falke (Blackhawk)
- Wassermann (Aquaman)
- Grüne Laterne (Green Lantern)
- Blitzmann (The Flash)

### Super Comics (DC)
- Metallmenschen
- Metamorpho

### Weitere
- Mad
- Simon Templar
- Sheriff Klassiker